# Starman (personaje)
Star-Man (Español Hombre Estrella) es el nombre utilizado por varios superhéroes de la editorial DC Comics, siendo Ted Knight y su hijo Jack Knight los más conocidos.

## Historia de la publicación
Creado por el escritor Gardner Fox y el dibujante Jack Burnley, el Starman original, Ted Knight, apareció por primera vez en Adventure Comics N.º 61 (abril de 1941). Astrónomo de profesión, Knight inventó una «vara gravitatoria» (más tarde renombrada como «vara cósmica») hecha de metales y materiales de un meteorito que cayó cerca de las montañas,en el límite con Canadá, lo estudio y pudo transformarlo en la "vara cósmica" que le permitía volar y manipular energías. Vistiendo un traje rojo y amarillo con casco, adoptó la identidad de Starman. 
Al igual que muchos de los héroes de la Edad de Oro, Starman desapareció de las publicaciones en los años 1950. Durante los años siguientes, varios personajes, con distintos tipos de relación respecto del original, llevaron el nombre de Starman.
En Zero Hour N.º 1 (septiembre de 1994), el escritor James Robinson y el dibujante Tony Harris presentaron a Jack Knight, hijo menor del primer Starman. Este heredó el papel y misión de su padre reclutantemente, protagonizando desde 1994 y hasta 2001 una serie escrita por Robinson que fue aclamada por la crítica especializada.

## Personajes
Los siguientes son los personajes que han utilizado el nombre "Starman", ordenados según su actividad cronológicamente (no por orden de aparición).

### Ted Knight
Ted Knight es un superhéroe de DC Comics de los años 1940 que combatía al crimen vestido con un traje rojo y verde y utilizando un cetro gravitatorio (luego, cetro cósmico). Además, Knight fue miembro de la Sociedad de la Justicia de América.

### Starman de 1951
El Starman de 1951 es un superhéroe que estuvo activo en el universo de DC Comics en 1951. En realidad se trata de un retcon; su primera aparición sucedió en Starman 80-Page Giant N.º 1 (enero de 1999) y su identidad no se reveló sino cerca del final de la serie. Allí se descubrió que era el Dr. Medianoche original, Charles McNider, y luego un David Knight (el hijo mayor del Starman original, Ted Knight) que se encontró desplazado en el tiempo y recibió entrenamiento por parte de McNider. Sin embargo, esto fue solo un respiro temporal antes de la muerte de David.
En la continuidad pre-Crisis, el Starman de los años 1950 era Batman, quien asumía esa identidad brevemente en Detective Comics N.º 247 (septiembre de 1957).

### Mikaal Tomas
Mikaal Tomas (alias Michael Thomas) es un superhéroe de DC Comics de los años 1970. Tomas es un extraterrestre de piel azul y con una gema incrustada en su pecho que le permite volar y disparar descargas de energía. Tras viajar a la Tierra para ayudar en su conquista, se volvió contra su propio pueblo en defensa de los terrícolas.
Su primera aparición ocurrió en 1st Issue Special Nº 12 (marzo de 1976), luego de lo cual sufrió amnesia hasta que volvió a aparecer en la serie Starman de los años 1990. En esta serie alcanzó notoriedad al presentárselo como bisexual; luego que explicó que, desde su perspectiva alienígena, Mikaal se sentía atraído hacia ambos sexos por igual , ser bisexual en su planeta era lo normal, sus habitantes eran libres de elección sexual, todos eran bisexuales.
En la década de 1990 también se reveló que el mundo natal de Mikaal es Talok III, planeta hermano de Talok VIII (el hogar de Umbra de la Legión de Super-Héroes). Aunque la piel de los habitantes del octavo planeta es de un azul más oscuro, ambos son de la misma especie.
En 2008, el escritor James Robinson utilizará al personaje como miembro de la nueva Liga de la Justicia.

### Príncipe Gavyn
El Príncipe Gavyn es un superhéroe de DC Comics de los años 1970 que utiliza muñequeras y una vara que le permiten volar y realizar descargas de energía. Gobernador de su pueblo, apareció por primera vez en Adventure Comics N.º 467 (enero de 1980) y se pensó que había muerto durante la Crisis. En el primer anual de Starman (diciembre de 1996) se explicó su historia, y durante la serie Starman de los años 1990 se reveló que su destino había sido distinto al que se creía.
Allí se descubre que Gavyn se había convertido en energía pura, la cual era la fuente del rayo de luz que cayó sobre Will Payton (uno de los Starman posteriores) confiriéndole sus poderes. Ahora, ambos se hallan fusionados en una misma persona donde Gavyn posee el cuerpo y los recuerdos de Will; sin embargo, esto no está del todo claro. Es posible que el rayo matase a Payton, reemplazándolo con la esencia de Gavyn.
Gavyn reapareció durante la Guerra Rann-Thanagar defendiendo a Mundo Trono de los thanagarianos junto a los Hombres Omega. Actualmente, es uno de los personajes principales de Rann-Thanagar: Guerra Sagrada.

### Will Payton
Will Payton es un superhéroe de DC Comics que protagonizó su propio cómic, el cual tuvo 45 números que fueron publicados entre octubre de 1988 y abril de 1992. Creado por Roger Stern y Tom Lyle, Payton obtuvo sus poderes de vuelo, superfuerza y disparar descargas de energía gracias un misterioso rayo que cayó del espacio.
Su primera aparición ocurrió en Starman (vol. 1) N.º 1 (octubre de 1988), y aparentemente murió combatiendo al supervillano Eclipso. La segunda serie de Starman reveló que su destino había sido distinto al que se creía.
El rayo de energía que otorgó a Payton sus habilidades cósmicas resultó ser la esencia de un extraterrestre: el Príncipe Gavyn, quien también había llevado el nombre de Starman. En la actualidad no está claro si ambas personas, Gavyn y Payton, se ha fusionado en un único ser con recuerdos compartidos o si Payton murió cuando lo golpeó el rayo y fue reemplazado por la esencia de Gavyn.

### David Knight
David Knight es un superhéroe de DC Comics de la década de 1990, hijo del Starman original y hermano mayor de Jack Knight. Su primera aparición ocurrió en Starman (vol. 1) N.º 26 (septiembre de 1990); tras ocupar el lugar de su padre como héroe, fue asesinado en Starman (vol. 2) N.º 0 (octubre de 1994). Luego de su muerte, se le apareció regularmente a Jack, brindándole cierta guía. Cerca del final de la serie se descubrió que su destino había sido distinto al que se creía inicialmente (véase la sección acerca del Starman de 1951).

### Jack Knight
Jack Knight es un superhéroe de DC Comics de los años 1990, hijo del Starman original, Ted Knight. Utilizó una vara de energía cósmica pero no vistió ningún traje; en cambio, prefería llevar remera, chaqueta de cuero (con el emblema de una estrella en la espalda), una estrella de sheriff (que puede que provenga de una caja de Cracker Jack) y gafas de protección contra la luz. Jack fue el protagonista de una popular serie de cómics escrita por James Robinson. Fue miembro de la SJA durante un corto tiempo y luego se retiró al final de la serie Starman, y entregó su vara cósmica a la joven heroína Stargirl (también miembro de la SJA).

### Thom Kallor/Danny Blaine
Danny Blaine es un superhéroe de DC Comics del futuro cercano cuya identidad se reveló hacia el final del segundo volumen de la serie Starman (no así su historia completa). Finalmente se descubrió que Danny Blaine es Thom Kallor, alias Star Boy, un superhéroe del siglo XXX y miembro de la Legión de Super-Héroes. Originariamente contó con poderes similares a los de Superboy, pero luego los perdió y retuvo su poder innato de incrementar la masa de los objetos cercanos. Thom asumió la identidad de Starman a comienzos del siglo XXI sabiendo que allí perdería la vida. La versión Danny Blaine/Thom Kallor está inspirada en la representación de personaje efectuada por Alex Ross para Kingdom Come.

#### Un año después
Justice Society of America (vol. 3) N.º 1 (febrero de 2007) presentó a un nuevo Starman. Este personaje sufre de esquizofrenia severa y afirma oír voces en su cabeza; cuando no está realizando sus tareas heroicas, reside voluntariamente en el Sunshine Sanitarium, un hospital mental. Cuando algunos miembros de la SJA se contactan con él para reclutarlo en sus filas, Starman le dice al Doctor Medianoche que cree estar perdiendo la cordura y le pide ayuda.
Más tarde se dan pistas que indican que provendría de un universo similar a donde se desarrollaron los acontecimientos narrados en la miniserie Kingdom Come. Tiempo después se descubre que Starman es Thom Kallor, el Star Boy pre-Crisis de la Legión de Super-Héroes, y que había pasado algún tiempo en Tierra-22 (el universo de Kingdom Come). Su esquizofrenia habría estado siempre presente, solo que los avances médicos del siglo XXXI permitían mantener la enfermedad bajo control.
En Action Comics N.º 864 (junio de 2008), Starman decide adoptar el nombre Danny Blaine en honor a su personaje favorito de los pulps de Xanthu.

### Farris Knight
Farris Knight es el Starman del siglo 853, quien también es miembro de la Liga de la Justicia Alfa y uno de los personajes principales de la serie DC One Million. Es descendiente lejano del hijo de Jack Knight y Niebla. Farris emplea un dispositivo alienígena denominado Quarvat, que funciona en forma parecida a la Vara Cósmica. Farris reside en una estación espacial que orbita Urano, desde la cual vigila al sol artificial Solaris. Finalmente, Solaris corrompe a Farris, quien planea la derrota de las dos LJA y viaja al pasado para matar a la fuente de su responsabilidad tan odiada: Ted Knight. Sin embargo, al conocer a Ted cambia de idea y acaba sacrificándose para salvar a la Tierra de las maquinaciones de Solaris.

## Lista de los Starman de la Tierra y los Starman que no operan en la Tierra
Los Starman que operan en la Tierra son aquellos que aparecen entre paréntesis para diferenciar los que tomaron el manto como héroes de sus propios planetas para diferenciarlos entre sí, por lo tanto, solo dos Starman extraterrestres tomaron el manto para operar solamente en la tierra, tal es el caso de Mikaal Tomas y Thom Kallor/Danny Blaine.
- Stargirl - Courtney Whitmore,
'- Starman Original - Ted Knight (I)
'- Starman II - Charles McNider (II) era el mismo Dr. Midnight original pero en años 50's del Universo DC.
'- Starman III - Mikaal Tomas - Alienígena defensor de la Tierra (alias Michael Thomas) (III).
'- Starman IV - Príncipe Gavyn, no opera en la tierra, por lo tanto solo es Starman en su planeta natal
'- Starman V - Will Payton (IV)
'- Starman VI - David Knight (V) Hijo mayor de Ted Night - Temporalmente asumió como Starman II desplazado en la corriente temporal hacia los años 50, pero volvió a serlo de regreso a su tiempo y murió como lo mencionado anteriormente.
'- Starman VII - Jack Knight (VI) Hijo menor de Ted Night.
'- Starman VIII -Thom Kallor/Danny Blaine (VII) (Alias Starboy) Earth, miembro de la Legión de Super-Héroes.

## Otras versiones
- Stargirl es Courtney Whitmore (anteriormente la segunda Star-Spangled Kid) una heroína que heredó la vara cósmica de Jack Knight cuando este se retiró de la actividad como superhéroe. En la actualidad es miembro de la Sociedad de la Justicia de América.

- En JSA N.º 72 aparece una heroína llamada Starwoman que luego se revela es Patricia Lynn Dugan (la media hermana de Courtney Whitmore), una de las personas que Thom Kallor menciona entre quienes continuarán el legado de Starman.

- En JLA: Age of Wonder se presenta a Starman como un inventor que trabaja junto a Supermán, Thomas Edison y Nikola Tesla, y como el creador de su cetro cósmico con tecnología extraída de la nave que trajo a Supermán a la Tierra.

- En JSA: The Unholy Three Starman es un agente de inteligencia que trabaja en la Central Nuclear de Chernóbil y cuyo nombre código es "Star".

- En JLA: Earth 2, en el cuartel espacial del Sindicato del Crimen puede verse un traje que perteneció a un antiguo miembro del grupo, Spaceman; este sería la versión del universo de antimateria de Starman.

- Countdown: Arena presenta a varios Starman alternativos: una Courtney Whitmore adulta proveniente de Tierra-7, un gorila inteligente de Tierra-17 y el Mikaal Tomas de Tierra-48.

- Ted Knight revela en Starman (vol. 2) N.º 17 que Sylvester Pemberton iba a adoptar el nombre de Starman antes que Solomon Grundy lo matara.

## Apariciones en otros medios
- El Príncipe Gavyn ha realizado varias apariciones, a modo de cameos, en la serie de televisión animada Liga de la Justicia Ilimitada. También ha aparecido Stargirl con la vara cósmica que heredó de Jack en los cómics.

- Se planeó efectuar una serie televisiva basada en las aventuras de Jack Knight, pero en 2003 se resolvió poner el proyecto «indifinidamente en espera».[3]

- El Starman original aparece en Batman: The Brave and the Bold episodio "Crisis: 22,300 millas sobre la Tierra", con la voz de Jeff Bennett. Aparece como miembro de la Sociedad de la Justicia de América.

- Una variación de Starman aparece en la serie Stargirl de DC Universe, interpretado por Joel McHale. Esta versión es una combinación de Starman y Star-Spangled Kid, Sylvester Pemberton.[4] Ted Knight se menciona en la serie como el creador de Cosmic Staff.

- La versión de Thomas Kallor de Star Boy aparece en la película original de DC Universe Justice League vs. The Fatal Five, con la voz de Elyes Gabel.[5]